# Josh Freese
Joshua Ryan Freese (Orlando (Florida), 25 december 1972) is een Amerikaanse sessiedrummer, multi-instrumentalist, songwriter en componist. Freese was lid van Foo Fighters (2023-2025), The Vandals (sinds 1989), Devo (sinds 1996).

## Vroege leven
Josh Freese werd geboren op 25 december 1972 in Orlando, Florida. Zijn vader, Stan Freese, dirigeerde de Disney World (Florida) en Disneyland (Californië) band, en zijn moeder was een klassieke pianiste. Freese begon met drummen toen hij 8 jaar oud was. Hij begon professioneel te spelen op 12-jarige leeftijd (in een voornamelijk Top 40-band in Disneyland). Hij speelde elektronische drums in de tiener-en-tween-rockband genaamd Polo, een winnaar van Junior Star Search. Polo had al een drummer voordat hij bij het Magic Kingdom kwam, bandoprichter Jimmy Keegan, maar ze vonden ruimte op het podium voor de zoon van Disneyland's Director of Bands, Stan Freese. Andere bands op hetzelfde podium waren beperkt tot het uitvoeren van Top 40-hits, maar dergelijke beperkingen waren niet van toepassing op Polo. De band nam een gelijknamige EP op en bracht deze uit die werd uitgezonden op KROQ, het belangrijkste alternatieve muziekstation in de omgeving van Los Angeles.
De familiebanden van de jonge Freese en de bijbehorende bekendheid leidden tot een goedkeuringsdeal met het elektronische drumbedrijf Simmons. Er is een oude reclamespot van Simmons (geregisseerd door Mitch Brisker), met Freese op de aanvullende inhoud van de Vandals' Live at the House of Blues dvd. Op 16-jarige leeftijd verliet hij de middelbare school en begon te touren en platen te maken, eerst met Dweezil Zappa en daarna met de Vandals. Hij heeft de afgelopen 25 jaar met veel gerespecteerde artiesten gewerkt, als first call-sessiedrummer, bandlid en soms als tijdelijke vervanger. Freese's jongere broer, Jason Freese, speelt keyboards in Green Day en heeft ook opgenomen en toerde met de Goo Goo Dolls, Dr. Dre, Jewel, Lenny Kravitz, Liz Phair, Foxboro Hot Tubs, Joe Walsh en Weezer.
- Gemeinsame Normdatei: 135000785
- International Standard Name Identifier: 0000 0000 4766 6222
- Library of Congress Control Number: no2007140671
- MusicBrainz: 1ba97964-8d70-4b33-a361-d1a4ed222672
- Nationale Bibliotheek van Tsjechië: xx0073503
- Virtual International Authority File: 78571912
- WorldCat: E39PBJmDjxg6XtCF6DmW47cdcP